# Ambasadori
Ambasadori sono stati un gruppo musicale jugoslavo attivo al 1968 al 1980 e originario di Sarajevo.
Il gruppo ha partecipato all'Eurovision Song Contest 1976 con il brano Ne mogu skriti svoj bol, rappresentando la Jugoslavia e classificandosi al diciassettesimo posto.
Tra i numerosi membri che si sono avvicendati nella formazione, vi sono Zdravko Čolić e Hari Varešanović.